# ルイーゼ・フォン・プロイセン (1808-1870)
ルイーゼ・フォン・プロイセン（Luise von Preußen, 1808年2月1日 - 1870年12月6日）は、プロイセン王国の王族。フリードリヒ・ヴィルヘルム3世の四女で、オランダ王子フレデリックの妃となった。全名はドイツ語でルイーゼ・アウグステ・ヴィルヘルミーネ・アマーリエ（Luise Auguste Wilhelmine Amalie）。

## 生涯
1808年2月1日、フリードリヒ・ヴィルヘルム3世とその妃であったメクレンブルク＝シュトレーリッツ大公カール2世の公女ルイーゼの間に第八子としてケーニヒスベルク（現カリーニングラード）で生まれた。
全名は母王妃と同名である。
1870年12月6日に南ホラント州のワセナールで死去した。墓所はデルフトにある。

## 子女
ルイーゼはオランダ王ウィレム1世の次男で従兄にあたるフレデリックと1825年5月21日にベルリンで結婚した。夫との間に以下の二男二女をもうけた。
- ウィルヘルミナ・フレデリカ・アレクサンドリーネ・アンナ・ルイーゼ （1828年 - 1871年） -  スウェーデン王カール15世（ノルウェー王カール4世）妃
- ウィレム・フレデリック・ニコラース・カレル （1833年 - 1834年）
- ウィレム・フレデリック・ニコラース・アルベルト （1836年 - 1846年）
- ウィルヘルミナ・フレデリカ・アレクサンドリーネ・アンナ・ルイーゼ・マリー （1841年 - 1910年） - ヴィート侯ヴィルヘルム妃